# Distretto di Lianshan
Il distretto di Lianshan (连山区S, Liánshān QūP) è un distretto della Cina, situato nella provincia di Liaoning e amministrato dalla prefettura di Huludao.